# Passerelle de Kermanac'h
La passerelle de Kermanac'h a été construite par Louis Harel de la Noë pour la ligne Plouha - Paimpol exploitée par les chemins de fer des Côtes-du-Nord. Elle se situait sur la commune de Plouézec.
Caractéristiques :
- Longueur : 315,40 m
- Hauteur : 8,30 m
- 54 travées de 5 m

Elle a été détruite en octobre 1980.